# 2377 Shcheglov
2377 Shcheglov (1978 QT1) là một tiểu hành tinh vành đai chính được phát hiện ngày 31 tháng 8 năm 1978 bởi N. Chernykh ở Nauchnyj.